# Avenue du Général-Détrie
L'avenue du Général-Détrie est une voie située dans le quartier du Gros-Caillou du 7e arrondissement de Paris.

## Situation et accès
Longue de 95 mètres, elle commence allée Thomy-Thierry et finit au 53, avenue de Suffren.
Le quartier est desservi par la ligne 6 à la station Bir-Hakeim.

## Origine du nom

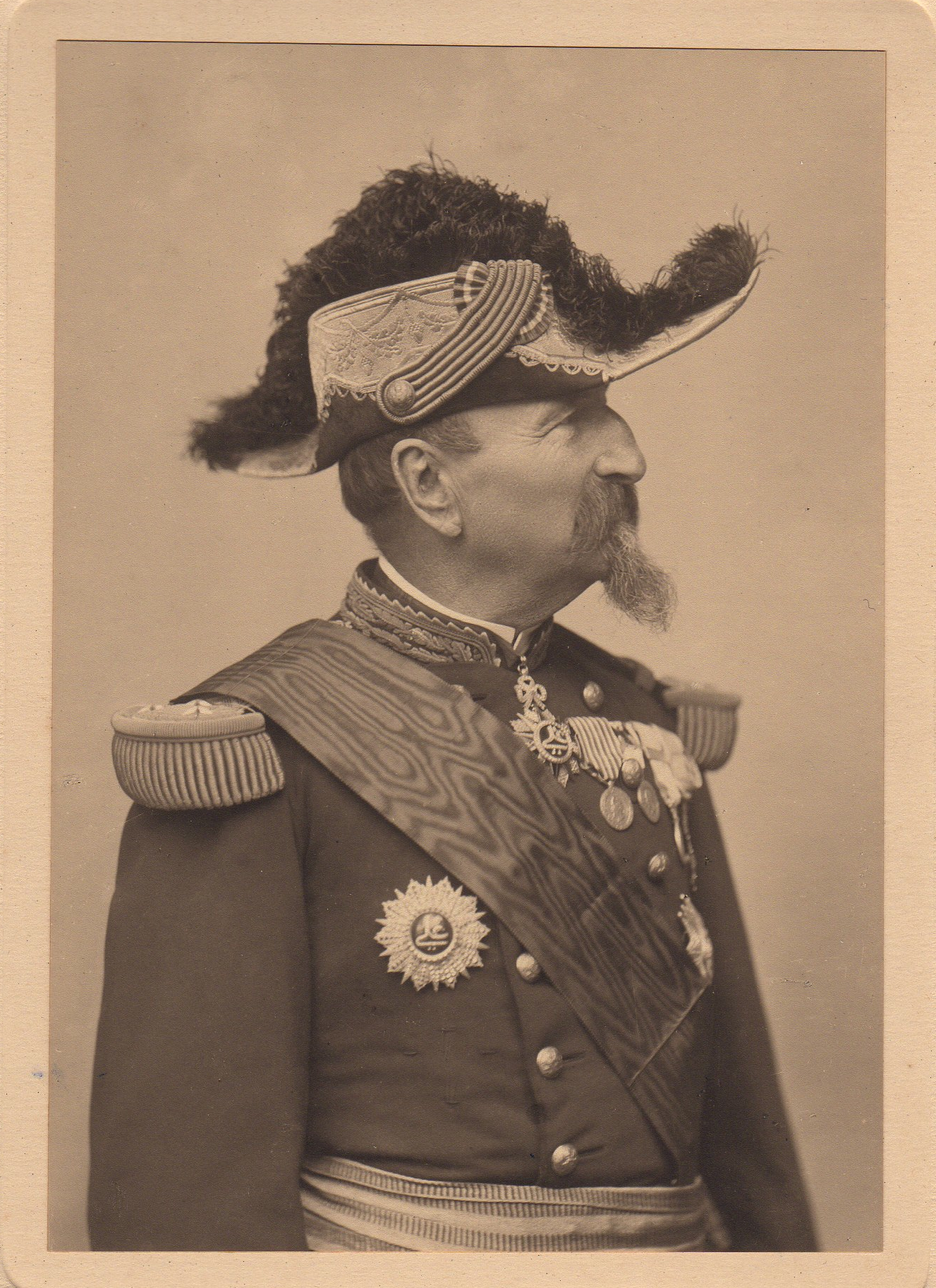
Paul Alexandre Détrie.

Elle porte le nom du général Paul Alexandre Détrie (1828-1899) qui s'est illustré durant l'intervention française au Mexique, la guerre franco-allemande de 1870 puis dans l'Oranais.

## Historique
Cette avenue est ouverte en 1907 par la ville de Paris sur les terrains du Champ-de-Mars et prend son nom actuel en 1932.